# 2016 en rugby à XV
Cette page présente les faits marquants de l'année 2016 en rugby à XV : les principales compétitions et événements liés au rugby à XV et rugby à sept ainsi que les décès de grandes personnalités de ces sports.

## Principales compétitions
- Currie Cup (en) (du 5 août au 15 octobre 2016)
- Mitre 10 Cup (en) (du 18 août au 29 octobre 2016)
- National Rugby Championship (en) (du 27 août au 23 octobre 2016)
- Coupe d'Europe (du 13 novembre 2015 au 14 mai 2016)
- Challenge européen (du 12 novembre 2015 au 13 mai 2016)
- Championnat d'Angleterre (du 16 octobre 2015 au 28 mai 2016)
- Championnat de France (du 22 août 2015 au 24 juin 2016)
- World Rugby Sevens Series (du 4 décembre 2015 au 22 mai 2016)
- Pro12 (du 21 août 2015 au 4 ou 5 juin 2016)
- Super Rugby (du 26 février au 16 juillet 2016)
- The Rugby Championship (du 27 août au 8 octobre 2016)
- Tournoi des Six Nations (du 6 février au 19 mars 2016)

## Événements

### Janvier
- 24 janvier : les Panasonic Wild Knights remportent la Top League et conservent leur titre en battant les Toshiba Brave Lupus 27 à 26.
- 28 janvier : 17e journée de Pro D2 : l'Aviron bayonnais s'impose 16-13 au Stade Aguilera et remporte le derby Basque face au Biarritz olympique. Avec cette victoire, Bayonne reste invaincu pour la septième fois d'affilée face au BO et se depuis le 14 avril 2012.

- Du 30 janvier au 31 janvier : victoire finale de la Nouvelle-Zélande lors de la troisième étape des World Rugby Sevens Series en Nouvelle-Zélande, à Wellington.

### Février
- Du 6 février au 7 février : victoire finale de la Nouvelle-Zélande lors de la quatrième étape des World Rugby Sevens Series en Australie, à Sydney.

### Mars
- Du 4 mars au 6 mars : victoire finale des Fidji lors de la cinquième étape des World Rugby Sevens Series aux États-Unis, à Las Vegas.
- 12 mars et 13 mars : victoire finale de la Nouvelle-Zélande lors de la sixième étape des World Rugby Sevens Series au Canada, à Vancouver.
- 19 mars : 6e journée du Tournoi des six nations, grâce à un nouveau succès face à l'équipe de France sur le score 21-31, le XV de la rose remporte le Tournoi en réalisant le Grand Chelem.

### Avril
- Du 8 avril au 10 avril : victoire finale inédite du Kenya lors de la huitième étape des World Rugby Sevens Series à Hong Kong.
- 16 avril et 17 avril : victoire finale des Fidji lors de la septième étape des World Rugby Sevens Series à Singapour.

### Mai
- 13 mai : le club français Montpellier HR remporte le Challenge européen 26 à 19 face aux Harlequins anglais.
- Du 13 mai au 15 mai : victoire finale des Samoa lors de la neuvième étape des World Rugby Sevens Series en France, à Paris.
- 14 mai : Les Anglais des Saracens battent les Français Racing 92 21 à 9 au Parc OL de Lyon et sont sacrés champions d'Europe 2016.
- 21 mai et 22 mai : victoire finale inédite de l'Écosse lors de la dixième étape des World Rugby Sevens Series à Londres. À l'issue du tournoi, l'équipe des Fidji remportent la compétition.
- 28 mai :
  - les Saracens sont sacrés champions d'Angleterre 2016 après leur victoire en finale sur les Exeter Chiefs par 28 à 20. Ils réalisent ainsi le doublé après avoir gagné l'European Rugby Champions Cup deux semaines plus tôt.
  - Les Irlandais du Connacht Rugby remporte à Murrayfield le Pro12 2015-2016 20 à 10 face aux Irlandais de Leinster.
  - Rovigo remporte le Championnat d'Italie 2015-2016 20 à 13 face à Calvisano.
- 29 mai : match de préparation à la tournée de juin ; grâce à cinq essais inscrits, les Anglais privés des finalistes du championnat dominent 27 à 13 une équipe du XV du poireau fortement remaniée par l'absence de certains cadres.

### Juin
Les test-matchs de juin débutent le deuxième weekend du mois en hémisphère sud. L'Angleterre, l'Irlande et le pays de Galles disputent une série de trois matchs face au même adversaire, respectivement face à l'Australie, l'Afrique du Sud et la Nouvelle-Zélande. L'Italie s'envole pour disputer une tournée de trois matchs sur le continent américain. La Géorgie affronte les 3 équipes des îles du Pacifique. Le XV de France, fortement remanié par l'absence des demi-finalistes du Top 14, dispute seulement deux matchs face aux Argentins, tout comme l'Écosse, qui joue deux rencontres sur le sol japonais lors de ces rendez-vous estivaux.
- 11 juin :

- 12 juin :

- 14 juin : les Gallois subissent une lourde défaite en encaissant quarante points face à la province néo-zélandaise des Chiefs qui inscrivent pas moins de six essais pour remporter la partie.

- 18 juin :

- 19 juin :

- 24 juin :

- 25 juin :

- - Les Fidji remportent la Pacific Nations Cup 2016 après avoir gagné ces deux matchs.
- 26 juin :

### Août
- 6 août : en finale du Super Rugby, les Néo-zélandais des Hurricanes battent les Lions d'Afrique du Sud par 20 à 3 et remportent ainsi leur 1er titre dans cette compétition.

- Du 6 au 11 août 2016 : lors de l'épreuve de rugby à sept des Jeux olympiques de Rio de Janeiro, les Fidji remportent la médaille d'or, tandis que l'argent revient à la Grande-Bretagne et le bronze à l'Afrique du Sud. Dans le tournoi féminin, l'or revient à l'équipe d'Australie, l'argent à l'équipe de Nouvelle-Zélande et le bronze à l'équipe du Canada.

### Septembre
- 17 septembre : les All Blacks remportent le Rugby Championship 2016 avant même la fin du tournoi grâce à 4 succès bonifiés (20 points) en autant de matchs.

### Octobre
- 22 octobre : victoire de la Nouvelle-Zélande contre l'Australie pour le compte de la Bledisloe Cup (37-10). À cette occasion, les All Blacks portent leur série d'invincibilité à dix-huit victoires consécutives, surpassant leur précédent record.

### Novembre
Les test-matchs de novembre débutent le premier week-end du mois en hemisphere nord. L'Angleterre, l'Irlande et le pays de Galles disputent quatre rencontres, les autres pays des Six Nations trois. Du côté des nations du Sud, c'est l'Australie qui a le programme le plus chargé avec cinq rencontres contre les nations britanniques et la France.
- 4 novembre : les Māori All Blacks s'imposent sur le score fleuve de 54 à 7 sur le sol américain grâce à 8 essais inscrits.

- 5 novembre : les Pumas s'imposent à Tokyo 54 à 20 face aux Japonais grâce à 7 essais inscrits. L'équipe d'Irlande écrit une page importante de son histoire en battant la Nouvelle-Zélande, leur premier succès en vingt-neuf confrontations, mettant fin à une série de dix-huit matchs victorieux des All Blacks[1]. C'est aussi la première fois depuis 2004 qu'une équipe inflige quarante points aux Néo-Zélandais, et la première fois depuis 2000 pour une équipe de l'hémisphère Nord. Plus tôt, l'Australie, largement dominatrice, gagne le premier de ses cinq tests contre le pays de Galles (8-32)[2].

- 8 novembre : avec pas moins de 11 essais inscrits, les Barbarians s'imposent sur le score fleuve de 71-0 contre la République tchèque.

- 11 novembre :

- 12 novembre : démonstration néo-zélandaise contre l'équipe d'Italie avec dix essais inscrits (10-68)[3]. L'Angleterre s'impose avec maîtrise contre l'Afrique du Sud (37-21)[4]. Un essai dans les ultimes minutes du match permet à l'Australie de battre l'Écosse d'un petit point (22-23) et de continuer à croire en un Grand Chelem européen[5]. La France s'impose facilement contre les Samoa (52-8), mais perd cinq de ses titulaires sur blessure[6]. Courte victoire du pays de Galles face à l'Argentine (24-20).

- 13 novembre :

- 19 novembre : deux semaines après l'Irlande, l'Italie réalise le plus grand exploit de son histoire en battant l'Afrique du Sud à Florence (20-18). c'est la première victoire des Azzuri contre l'une des grandes Nations du Sud. Inquiétant depuis le début de la tournée, le pays de Galles arrache la victoire d'un drop de dernière minute contre le Japon (33-30). Large victoire anglaise contre les Fidji (58-15)[7]. Encore malheureuse face aux perches (un poteau et deux drops manqués dans les cinq dernières minutes), l'Écosse parvient à arracher la victoire face aux Argentins dans les arrêts de jeu (19-16). Les All Blacks prennent leur revanche sur des Irlandais sans solution à Dublin (9-21)[8]. L'Australie parvient à contrôler de justesse le retour de l'équipe de France (23-25).

- 24 novembre : les Barbarians français battent les Wallaby XV, équipe réserve de l'Australie (19-11)[9],[10].

- 25 novembre :

- 26 novembre : l'Italie ne parvient pas à capitaliser sur son exploit de la semaine passée et perd contre les Tonga (17-19). L'Écosse domine la Géorgie (43-16). L'Angleterre bat l'Argentine dans un match à l'esprit déplorable (27-14, deux cartons rouges et trois cartons jaunes). Le pays de Galles finit sa série de tests par une victoire contre l'Afrique du Sud (27-13). L'Irlande s'impose de trois points contre l'Australie au terme d'une rencontre enlevée (27-24). À sa main, la Nouvelle-Zélande s'impose contre une équipe de France brouillonne devant la ligne d'essai adverse (19-24).

### Décembre
- 1er décembre : match entre le Portugal et le Brésil. L’équipe du Portugal s'impose d'une courte tête face au Brésil malgré 3 cartons jaunes.

- Du 2 décembre au 3 décembre : victoire finale de l'Afrique du Sud lors de la première étape des World Rugby Sevens Series 2016-2017 à Dubaï.

- 3 décembre : dernier match de la tournée d'automne entre l'Angleterre et l'Australie à Twickenham. Après 15 premières minutes impressionnantes de la part des Wallabies qui privent leur adversaire de ballon, le XV de la Rose se reprend dans la partie et inscrit 4 essais pour remporter ce match sur la marque de 37 à 21. Avec cette victoire, les Anglais totalisent une série de 14 victoires de rang et terminent ainsi l’année 2016 invaincus.

### Finales nationales françaises
Championnats de France
- Top 14 : le Racing 92 bat le RC Toulon par 29 à 21.
- Pro D2 :
  - Accession au Top 14 : 
    - Le Lyon OU est champion de France de Pro D2 à l'issue du classement de la saison régulière et accède au Top 14.
    - L'Aviron bayonnais s'impose en finale face au Stade aurillacois par 21 à 16 et accède au Top 14.
- Espoirs Élite 1 : l'Union Bordeaux Bègles et l'AS Montferrand ne se départagent pas à la fin du temps réglementaire, sur un score de 29 à 29. Union Bordeaux-Bègles l'emporte ensuite par 6 tirs au but à 5[11].
- Espoirs Élite 2 : le Stade montois bat l'US Oyonnax par 15 à 12.
- Fédérale 1 :
  - Accession à la Pro D2 : 
    - Soyaux Angoulême XV bat l'US bressane par 22-17 et 22-19 et accède à la Pro D2.
    - RC Vannes bat RC Massy par 32-31 et 25-13 et accède à la Pro D2.

  - Trophée Jean Prat : SO Chambéry bat l'Avenir Valencien par 34 à 27
- Fédérale 2 : Saint-Jean-de-Luz olympique bat l'ASVEL par 24 à 21

- Fédérale 3 : US Salles bat la Jeunesse Olympique Pradéenne Conflent Canigou par 16 à 14.
- Honneur : AS Soustons bat le RC des Vallons de la Tour par 21 à 6.
- Promotion d'Honneur : Biscarrosse OR bat Mazères-Cassagne sports rugby par 20 à 12.
- 1re série : US l'Isloise bat le RC Vif-Monestier-Trièves par 23-6.
- 2e série : US Bracieux bat AS Marciac par 21 à 17.
- 3e série : Aintzina Mendikota rugby et Paris XO[Note 1],[12] s'impose par 4 tirs au but à 2 après un score de 17 à 17 à la fin du temps réglementaire[13].
- 4e série : US Boulonnaise bat AOCB Caudecoste par 41 à 7.
- Championnat d'entreprises : TOAC Airbus ARLE XV bat Les Fonctionnaires du Rugby 03-63 par 12 à 11.
- Rugby-fauteuil : Stade toulousain rugby handisport bat CAPSAAA Paris.

Championnats féminin
- Élite 1, Top 8 : Lille MRC villeneuvois bat  Montpellier RC par 18 à 7.
- Elite 2, Armelle Auclair : Ovalie romagnatoise Clermont Auvergne bat Lyon olympique universitaire par 29 à 7.
- Fédérale 1 :

Autres
- Oscars du Midi olympique : 
  -  Or : Dimitri Yachvili
  -  Argent : Florian Fritz
  -  Bronze : Damien Traille

## Principaux décès
- 15 mars : Seru Rabeni, ancien international fidjien (30 sélections, 10 points), meurt à l'âge de 37 ans.
- 15 mai : Maurice Prat, ancien international français (31 sélections, 24 points), meurt à l'âge de 87 ans.
- 8 octobre : Dickie Jeeps, ancien international anglais (24 sélections), meurt à l'âge de 84 ans. Il compte également 13 sélections avec les Lions britanniques.
- 16 octobre : Anthony Foley, ancien international irlandais (62 sélections), double vainqueur de la Coupe d'Europe en 2006 et 2008 également entraîneur de la province du Munster, décède dans son sommeil à Suresnes, à l'âge de 42 ans. Son décès survient la veille d'un match de Coupe d'Europe entre son équipe et le Racing 92, causant le report de la partie.
- 12 novembre : Don Rutherford, ancien international anglais (14 sélections, 36 points), meurt à l'âge de 79 ans. Il compte également 1 sélection avec les Lions britanniques (5 points).
- 22 décembre : John Gwilliam, ancien international gallois (23 sélections), meurt à l'âge de 93 ans.